# Oswald Haslinger
Oswald Haslinger (* 2. Juni 1883 in Königsberg i. Pr.; † 9. August 1935 ebenda) war ein deutscher Schifffahrtskaufmann.

## Leben
Als Bruder von Erich Haslinger machte er nach dem Abitur eine Berufsausbildung bei mehreren Speditionen. 1910 trat er als Teilhaber in die Reederei Robert Meyhoefer. Am Ersten Weltkrieg nahm er als Pionieroffizier teil. Er erhielt das Eiserne Kreuz beider Klassen. 1915 wurde er Sachverständiger für Schifffahrtsfragen, zuletzt im Großen Hauptquartier. Er initiierte den Seedienst Ostpreußen. Er war Handelsrichter (1921) und Finnischer Konsul (1926). Verheiratet war er mit Hildegarde Haslinger geb. Feeder. Er starb mit 52 Jahren.